# Den kæmpestore bjørn
Den kæmpestore bjørn (Brasil: O Grande Urso ) é um filme de aventura de animação de computador dinamarquês de 2011 dirigido por Esben Toft Jacobsen.